# 朝鲜驻西班牙大使馆遇袭事件
朝鲜驻西班牙大使馆遇袭事件于2019年2月22日发生在朝鲜民主主义人民共和国驻西班牙马德里的大使馆。反对時任朝鲜领导人金正恩政府的政治组织自由朝鲜据称袭击了大使馆。袭击者从大使馆盗走多部手机、两个笔型闪存盘和一个硬盘，并在事后将这些交给美国联邦调查局。事发2018年朝美首脑会晤之后、河内峰会前夕。到2019年4月上旬，西班牙国家法院逮捕了一名涉事嫌疑人，同时向另两人发布国际通缉令。嫌疑人为墨西哥、美国和韩国的公民，其中后两者的国家否认参与事件。
袭击者采用暴力手段，利用匕首和仿制枪作案，许多接受治疗的大使馆职员一致出现被殴打的伤痕。另一名女职员因从上层窗户跳出报警受伤。案发首个月，西班牙当局未透露调查进展，之后才公布他们发现的证据，包括嫌犯的名字，然而这种做法被批危及被提到名字的人的性命。西班牙政府私下向媒体介绍情况时，指袭击手法非常专业，认为中央情报局策划了事件，但没有证据证明。不过，一名前中情局特工表示，不论就袭击的时机，还是事件高调的性质而言，中情局无法纵容或参与事件。朝鲜民主主义人民共和国政府将袭击定性为恐怖主义行为，要求展开国际调查；然而大使馆及其专员未向西班牙警方报告袭击或是任何职员的受伤情况。

## 背景
|  |

涉嫌实施袭击的组织自由朝鲜（前身为千里马民防）被《华盛顿邮报》认为是“秘密异见者组织”、“意图推翻金正恩政权的影子集团”，而他们认为金正恩政府是“放荡、非法政权”。据称，自由朝鲜的成员最初为脱北者，但朝鲜专家约书亚·斯坦顿（Joshua Stanton）认为缺乏证据表明所涉人员中甚至有朝鲜人。事发两天前，组织的网站招募现场特工、保安和现场情报人员，而这份广告是为曾住在中国且“愿意献身北方解放事业”的年轻人量身定制的。塔夫茨大学的李成允认为，该组织“是首个已知的朝鲜抵抗运动，这使得其活动非常有新闻价值”。朝鲜人权委员会执行董事格雷格·斯卡拉托尤表示，“这是我们首次在朝鲜以外地区看到有组织的、明显的军事抵抗”。
事发前，美国总统唐纳德·特朗普即将与金正恩进行进一步会谈，商讨朝鲜提议的无核化计划；之前两国于2019年1月在越南河内举行的峰会上谈判破裂，双方关系进一步恶化。
马德里朝鲜大使馆位于宁静、富庶的阿拉瓦卡区北部郊区的达里奥·阿帕里西奥街43号，由两层高的“豪华别墅”及一座游泳池组成，四周棕榈树环绕。大楼位于一片仍未开发的开阔土地的正中央，有助于该地区的自然排水。《国家报》指出，自大使金赫哲2017年被驱逐出境以来，只有一名外交官和他的直系亲属在使馆内，过着相对“斯巴达式”的生活。然而，邻居表示使馆在事发前一天曾举行盛大的派对，受到当地人关注。

## 事件
2019年2月22日，星期五，洪昌应邀会见当时使馆内官阶最高的外交官、商务专员徐燕石（Yun Suk So），而洪昌之前表示徐是他的熟人。两周前，洪昌化名假公司斯通男爵资本（Baron Stone Capital）的管理伙伴赵马修（Matthew Chao）与徐进行简单会谈，商讨公司在朝鲜投资的可能性。
洪昌获准进入大楼后，他的随从紧随其后进入。一种说法是，洪昌是在室内的露台等待专员出现时，自行让随从进入的。这些人是10名蒙面人士，其中只有一位是30岁以下的模样，事发后被指身型为亚洲人，操朝鲜语。他们可能在使馆外的空地聚集，这比在主路的前门附近游荡相比，吸引的关注要少得多。一行人巴拉克拉瓦头套蒙面，疑似持有仿制枪、金属棒、砍刀和匕首，还带着一把3.8（12英尺）的伸缩梯子，以及33卷双面胶。
在场有8名使馆成员和嘉宾，其中一位是朝鲜的建筑系学生；所有人被绳索、手铐和束線帶捆绑，头套袋子。匪徒审问威胁了使馆的职员，手法被认为“非常暴力”。后来两名职员要求医疗救助，主要是因受到多次重击，身体出现瘀伤。匪徒的主要目的疑似为使馆的专员，尝试说服他们叛逃，不服从便殴打，还问了他金赫哲在使馆期间的事情。最终他们把他绑在了地下室。
|  |

与丈夫一起住在大使馆的朝鲜籍女职员赵宣喜事发时躲在两楼的房间，锁上房门。突袭一个小时后，大约下午5点，她跳窗逃跑，不慎摔倒在地。她大声呼叫，惊动邻居报警。警方到场时，由于宣喜不通西班牙语，他们无法理解她的话，便把她带到警察局，打算找翻译帮忙，最终他们用了宣喜手机的一个翻译软件。由于宣喜头部受伤，警方更难理解她的意思。宣喜告诉警方，“一群男子进入大使馆围堵使馆职员”，称袭击者是突击队员。后来警方在他们的聊天群中质疑宣喜的精神是否正常。
警方回到大使馆，尝试进入。洪昌前来应门，向警方确认里面没有异常。由于洪昌佩戴了金日成像章和金正日像章，被警方误以为是使馆职员。外交法禁止警方在未获得特派团团长许可的前提下进入使馆，所以警察在外围设立安全范围，作监视。警方目击到另一名在他们等待进入时在场的男子入内。
与此同时，洗劫了使馆的匪徒记录下他们犯案的过程。他们拿走了大使馆大多数电子设备，包括计算机、手机、硬盘和笔型闪存盘。警方被叫到现场后不久，使馆大门突然打开，两到三辆“豪华”轿车带着八位入侵者迅速逃离现场，警方无法跟上。后来证实这些轿车挂有外交号码牌，是使馆的车辆。数小时后，这些车辆被遗弃在几条街远的地方，警方将车子带走，供法医检查。而载着洪昌的另一辆车子不久后从大楼后方离开，后来证实他用奥斯瓦尔多·特朗普（Oswaldo Trump）的名字叫了一辆优步出租车。一行人带走了他们盗走的全部电子设备。
袭击持续约五个小时，从欧洲中部时间16点34分开始，21点40分结束。袭击中，突袭者“一直完全控制”使馆及其职员，直到他们逃走后。据称使馆门口曾发生了一起事件，但早期的证据未证实门口有死者。西班牙紧急医疗服务的医护人员到场治疗三位伤者。

### 调查
虽然大使馆及其职员未通报事件，西班牙当局仍展开调查。官方尽管最初仅承认“发生了一些事情”，政治间谍在调查初期已被认为可能是动机所在。调查人员认为，袭击中的小团伙呈现与军事精确性“高度吻合”的特征，因此将普通犯罪排除在动机范围外。调查人员解释，这意味着犯案者可能是在事前深入了解过目标的专业人员。调查人员表示，匪徒必定将电源供应削弱，使得使馆前方道路的灯光变暗，而使馆周围的其他安保系统也被发现遭到断电。
西班牙国家警察的省级情报旅在向西班牙国家法院第五法庭申请逮捕后来被指定的人员时，表示调查行动“高度机密”。西班牙国民警卫队和国家情报中心从不同的角度同步展开调查。
尚不了解袭击者是否了解大使馆当天的业务，可能他们会对在场的嘉宾感到惊讶。目击者称匪徒是韩国人。警察前往韩国大使馆，希望从职员中认出当天在场的人。几天后，韩国驻西班牙大使全洪赵否认他的国家参与事件。韩国大使馆发言人表示，“我们不了解任何事情，不发表评论。我们是透过媒体了解事件的，警察没来过这”。

### 金赫哲
前朝鲜驻西班牙大使金赫哲因朝鲜无视国际社会继续进行核导弹试验，于2017年9月被西班牙政府驱逐出境。尽管被西班牙列为不受欢迎人物，金回到朝鲜成为金正恩与美国外交建设的建筑师，促成了越南峰会的举行。分析师安德烈·兰科夫形容金是朝鲜版斯蒂芬·E·比根。
西方国家鲜有了解金赫哲的性格或职业。据指，袭击者取走的计算机和电话将成为全世界情报部门的“宝库”，供他们搜索其中可能存有的情报和通讯，将受到“追捧”。获取曾被对朝鲜核计划感兴趣人士视为“自然目标”的金赫哲的私人情报，以及朝鲜的军备计划的情报，可能是袭击的目的。
塔夫茨大学教授李成允认为，被取走的材料可能包含有关朝鲜最近为逃避制裁所做计划的宝贵情报，这一说法被章家敦在福斯新闻频道重复。李认为，金赫哲是被朝鲜政府从西班牙召唤国主持谈判的，认为那些计算机上的任何信息，包括他在西班牙的活动轨迹将有助于美国及其盟友在河内的谈判占据优势。对于“自由朝鲜”自由而言，保存此类机密信息会“巩固自身地位”。

## 后续事件
一行人离开使馆后，分四队人马借道葡萄牙逃往美国。洪昌于事发后第二天从里斯本机场飞往紐華克自由國際機場。
3月14日，《世界报》报道，2月22日半夜，西班牙警方包围大使馆大楼，封锁了所有进出口。他们进入大楼进行可视搜索，期间发现大量自动武器，主要为步枪和霰弹枪，也有一些短武器。该报的消息人士推测袭击者曾使用这些武器，事发后将其留在现场。
3月26日，法官何塞·德·拉·马拉（José de la Mata）解除禁止公众了解案件细节的禁令，理由是“自由朝鲜”组织当时已公开承认他们是“寻求朝鲜解放的人权运动组织”。法院声明也表示洪昌作案没有国家力量支持，而组织后来的声明重申了这一点。组织代表律师李·沃洛斯基质疑法官结论的合法性，指他所得出的结论没有被告本人任何证据的支持。他还指责马拉公开“反抗日常果断处决敌人的残暴政权”的人员的名字。组织否认在事件中使用武器，或存在暴力行为。
“自由朝鲜”随后在其网站上表示，他们收到了“西方国家某位身处险境的同志的请求”。2019年3月27日，他们宣布对此次袭击以及次月早些时候吉隆坡朝鲜大使馆涂鸦攻击负责，警告金正恩政权“如果拒绝恢复自由秩序，将继续让他感到羞辱”，上演一场“大戏”。
朝鲜政府未有公开评论，直到37天后外交部称袭击是“严重的恐怖袭击”，认为联邦调查局牵涉其中。政府要求调查这个由“不自量力的组织”策划的“勒索行为”，而朝鲜中央通讯社表示“绝不能容忍”。他们表示会耐心等待，承认西班牙当局的调查符合国际法，尽管前朝鲜外交官太永浩承认朝鲜政府曾就事件向西班牙施压。朝鲜认为他们的使馆职员受到虐待，已将他们驻莫斯科、美国和联合国的大使召回平壤。太永浩表示，事件反映出朝鲜当局重视开发解密软件。
两名入侵者的名字后来被公布，一位是美国公民萨姆·龙（Sam Ryu），一位是韩国公民李禹然（Woo Ran Lee）。持有墨西哥国籍的美国居民洪昌曾于2月27日，也就是美朝峰会首日致电联邦调查局，以袭击者的观点发表对事件的声明。组织随后宣布他们“根据共同商定的保密条款”，与联邦调查局“共享具有巨大潜在价值的情报”，将他们从大使馆拿走的一切东西交给了对方，包括视听材料。声明否认他们殴打任何人，或堵住他们的嘴。联邦调查局确认材料是否存在，或它们是否为调查的一部分，尽管他们强调部门与西班牙同行建立了良好的合作关系。美国新闻媒体引述一名匿名的情报官员，表示联邦调查局收到的情报“非常重要”。组织将声称在袭击中拍摄的一段视频上传到组织网站和YouTube，视频中有人砸碎了朝鲜政府成员的肖像画。
尽管该组织声称与联邦调查局达成保密协议，但他们被盗材料后不久，美国媒体便公布了事件的细节，并将组织与事件公开联系起来。“自由朝鲜”表示，他们表示联邦调查局曾向他们索要情报，他们自愿交出，而媒体的报道相当于证明联邦调查局“背信弃义”，该组织称“投机的”新闻报道会使得其成员面临朝鲜的报复，参与袭击的成员无法获得起诉豁免权。记者劳拉·比克指出，洪昌毫无疑问会被西班牙高级法院或平壤通缉。该组织后来在其网站表示，“有些党派‘驱逐’那些在马德里的人在那些只想保护他人的人的后面画了一个目标......他们选择与平壤罪恶滔天、专制的统治者一道压制他们的受害者”。
2019年4月9日，美国当局向洪昌发布通缉令，另一名嫌犯克里斯托弗·安（Christpoher Ahn）同年4月18日被捕。

## 各方反应
新闻媒体表示，使馆和职员方面均未发布官方报道，或向西班牙警方报警，只有一位被认为已经逃脱的女性告诉警方自己曾被殴打。朝鲜问题专家安德烈·兰科夫认为，朝鲜领导层很少关注使馆员工的福利及使馆的安全，“很不寻常”。
兰科夫认为，强行接管外交使团的行为实属罕见。行为几乎没有引起外界关注，就连韩国也不知情。直到2019年3月中旬“自由朝鲜”首次涉嫌参与其中。到了西班牙日报《国家报》报道至少两名嫌犯和中情局有联系，各国政府才开始公开评论事件。英國廣播公司新聞认为，这是因为“美国和朝鲜渴望改善将近70年的敌对关系，此番指控无疑是爆炸性的”。《机密报》认为，如果中情局被证明参与其中，就有可能一直在和西方情报机构合作。《金融时报》表示，众所周知，中情局与脱北者组织联系紧密，但要注意，这种行为“本身无法证明中情局参与了马德里的事件”。其他分析员，如兰德公司的布鲁斯·贝内特认为，鉴于美国大使馆的数量，资助入侵大使馆的行动无疑会设下危险的先例。西班牙政府消息来源认为，即便他们对中情局的怀疑正确无误，也很难在法庭上证明有关指控。
兰科夫也认为，各大情报机构在此次事件中相互勾结。他认为脱北者中很少有人会接受必要的培训，拥有行动所需的背景知识，不可能参与事件。他还认为，他们一半人以上是文化程度不高的中年夫妇，来自很少或不说英语的州份。而少数拥有必备技能和知识的脱北者几乎都被所在国的情报部门掌握，可能长期受到监控，如果他们表示决定成立自由朝鲜这样的组织，必定会迅速遭人渗透。
兰科夫又认为，“自由朝鲜”这样的组织会是情报部门的掩护机构，行动中两位被高度怀疑的嫌犯是中情局和韩国国家情报院的特工，其中前者是“更有可能的候选人”。在新闻简报会上，美国国务院副发言人彭瑞德否认任何政府部门有参与事件。中情局历史学家杰弗森·莫利（Jefferson Morley）将事件比作1975年水门事件，认为：“大使馆的窃贼们模仿水门事件搜刮情报。与水门事件不同，他们全部人在同一天到场。”
《世界报》引述了匿名的西班牙警方调查员、国家情报中心与综合情报办公室官员，推测大使馆内部人员可能将情报传给了匪徒。警方表示，这很好解释了袭击者行动的精确性。该报指出，朝鲜有袭击自己外交人员的先例，例如2018年1月朝鲜驻意大利大使神秘失踪。
《华盛顿邮报》引述了解事件的消息来源，否认情报部门参与事件，表示他们不愿意在美朝关系的重要关口参与事件然而《世界报》引述未具名西班牙政府职员，表示他们不相信中情局的说法。
西班牙新闻来源表示，如果中情局之后被发现参与袭击，会损害美国与朝鲜及西班牙的关系，被认为是无端对西班牙主权和公认的国际外交准则的无端侵犯。中情局介入的证据将在朝鲜引起“轩然大波”。
鉴于当时美国和朝鲜的关系微妙，袭击者的身份和国籍“特别敏感”，因为他们入侵了拥有治外法权的外交代表机构。法官德·拉·马塔于2019年3月向洪昌和龙发出国际通缉令，表示通缉令生效时会正式向两人发出引渡请求。NBC新闻尚未了结西班牙当局的调查是否透露了涉案者的身份，或美国是否向他们透露情报。
脱北者太永浩认为，匪徒带走的计算机设备可能装有确保平壤与使领馆机构通讯安全的解密软件。他表示，这种计算机是“过渡计算机”，被朝鲜领导人看得“比性命还重要”，其密码是公认的无法破解。